# Opostega nubifera
Opostega nubifera là một loài bướm đêm thuộc họ Opostegidae. Nó được Turner miêu tả năm 1900. Nó được tìm thấy ở Queensland, Úc.